# マイケル・ロボサム
マイケル・ロボサム（Michael Robotham、1960年11月9日 - ）は、オーストラリアの推理作家。娘のアレックス・ホープは、ARIAミュージック・アワードにノミネートされたこともある作詞家・音楽プロデューサーである。

## 経歴
ニューサウスウェールズ州カジノに生まれ、ガンダガイとコフスハーバーの学校へ通った。1979年2月、『ザ・サン』でジャーナリストの見習いとして働き始める。
1986年、ロンドンへ渡り、イギリスの様々な新聞社でレポーターやサブ編集者として働き、1989年に『メール・オン・サンデー』紙で正式にライターとなる。後に編集長代理となるが、1993年5月に辞職。自伝のゴーストライターとなり、芸術、政治、軍事、スポーツなど各界で15作の“自伝”を執筆した。その内の12冊は『サンデー・タイムズ』でベストセラーとなった。1996年、家族とオーストラリアへ戻り、専業作家となる。2002年、処女作『容疑者』（原題：The Suspect ）の草稿の一部がロンドン・ブックフェアで高値を付けられ、後に22か国語に翻訳され、世界中で100万部が出版された。

## 作品リスト
- 容疑者 The Suspect （ 2004年） /  2006年 集英社文庫 越前敏弥訳
- Lost (2005)
- The Night Ferry (2007)
- Shatter (2008)
- Bombproof (2008)
- Bleed For Me (2010)
- The Wreckage (2011)
- Say You're Sorry (2012)
- Watching You (2013)
- 生か、死か Life or Death （ 2014年) /  2016年 早川書房 / ハヤカワ・ミステリ文庫 2018年 越前敏弥訳
- Close Your Eyes (2015)
- 誠実な嘘 二見書房〈二見文庫〉2021年 田辺千幸訳
- 天使と嘘 Good Girl, Bad Girl ( 2019年） /  2021年、ハヤカワ・ミステリ文庫 越前敏弥訳
- 天使の傷 When She Was Good（越前敏弥訳、ハヤカワ・ミステリ文庫、2022年）、「サイラス＆イーヴィ」シリーズ

## 受賞とノミネート
- 2005年："Lost" でネッド・ケリー賞長編賞受賞
- 2006年："Lost" でバリー賞英国ミステリ賞ノミネート
- 2007年："Night Ferry" でネッド・ケリー賞長編賞ノミネート、イアン・フレミング・スチール・ダガー賞ノミネート
- 2008年："Shatter" でネッド・ケリー賞長編賞受賞、イアン・フレミング・スチール・ダガー賞ノミネート、ITVスリラー・アワード・ブレイクスルー作家賞ノミネート
- 2013年："Say You're Sorry" でゴールド・ダガー賞ノミネート
- 2015年：『生か、死か』でゴールド・ダガー賞受賞[1]
- 2016年：『生か、死か』でエドガー賞 長編賞ノミネート
- 2020年：『天使と嘘』でエドガー賞 長編賞ノミネート、ゴールド・ダガー賞[2]受賞
- 2021年：『天使の傷』でイアン・フレミング・スチール・ダガー賞受賞